# St. Wendel
St. Wendel je město v Sársku u řeky Blies 36 km severovýchodně od Saarbrückenu, hlavního města Sárska a dostalo název podle svatého Vendelína z Trieru.